# ألكسيس كول
ألكسيس كول (بالإنجليزية: Alexis Cole)‏ هي مغنية أمريكية، ولدت في 1976 في نيويورك في الولايات المتحدة.

## وصلات خارجية
- ألكسيس كول على موقع ميوزك برينز (الإنجليزية)
- ألكسيس كول على موقع أول ميوزيك (الإنجليزية)
- ألكسيس كول على موقع ديسكوغز (الإنجليزية)